# 에구치 나오
에구치 나오(일본어: 江口 直生, 1992년 3월 22일 ~ )는 일본의 축구 선수이다. 현재 J3리그의 가마타마레 사누키에서 뛰고 있다.

## 구단 경력
그는 2014년부터 J리그의 에히메 FC, 블라우블리츠 아키타, 가마타마레 사누키에서 뛰었다.